# Historia del departamento La Paz (Catamarca)
El Departamento La Paz, es actualmente el cuarto departamento más poblado de la Provincia de Catamarca y uno de los más influyentes económicamente de esta región argentina.

## Época precolonial
La historia del departamento se remonta a épocas precolombinas cuando toda la región se encontraba poblada por las naciones de los pueblos originarios como Juries, Tonocotes, Lules, Calchaquies y Diaguitas.

## Época colonial
Cuando se produjo la colonización de América a fines del siglo XV, la zona todavía se encontraba habitada por los pueblos originarios. Estos dejaron vestigios de sus asentamientos como morteros y pinturas en rocas y cuevas cercanas a las montañas y ríos o en las lomas de Recreo. siglo XVI.
En 1563 se encontraba dentro del territorio de la Gobernación del Tucumán que estaba a su vez dentro del Virreinato del Perú, mientras tanto este lugar no fue poblado por los conquistadores que por aquel entonces solo habían creado un camino que llevaba hacia la ciudad de Catamarca que cruzaba por medio de las salinas y luego seguía por dentro del valle, solamente pasaba por lo que actualmente es Casa de Piedra. En las Sierras de Santiago, en lo que hoy es el oeste del departamento desde 1590 comenzó a poblarse con la concesión de mercedes.
Recién a principios del siglo XVIII en 1735 las autoridades reales expulsaron a los pueblos aborígenes que se asentaban sobre la zona oeste del departamento y así se pudieron fundar las primeras ciudades, estas fueron Villa Ancasti actualmente Ancasti en 1748 y sobre la "Merced de Coluil" concesionada en 1616 se fundó la Villa Vieja de Icaño actualmente Icaño en 1771 ubicadas una en las sierras de Ancasti y la otra a los pies del cerro. Luego se construyó un camino que bordeaba el cerro y se establecieron pequeños poblados, a esta zona se le denominó "Costa de la Sierra". En 1782 la zona pasó a formar parte de la intendencia de San Miguel de Tucumán por el entonces Virreinato del Río de La Plata, y en 1783 pasó de la Intendencia de Salta del Tucumán a la jurisdicción de San Fernando del Valle de Catamarca.

## sigloXIX
En el año 1819 el gobernador de Tucumán don Feliciano de la Mota Botello solicita un título de dominio a favor del capitán que había dirigido el ejército del norte después de la Revolución de mayo a don José Manuel de Figueroa Caceres sobre la tierra de Taco Pampa y en el actual departamento La Paz. Luego el nombre de la estancia adquirió la designación de "Merced de Figueroa".
El 25 de agosto de 1821 por consecuencia de la autonomía provincial de Catamarca, mediante la cual esta se separó de las provincias de Tucumán y Santiago del Estero, la zona pasó a formar parte de la Provincia de Catamarca. 
A principios de 1850 se construyó un camino que unía a Tucumán, Santiago del Estero, y Córdoba, lo que produjo en asentamiento de pequeñas poblaciones de lo que hoy en día son las localidades de Quirós, "Villa de San Antonio" actualmente San Antonio y la ciudad de Recreo. A su vez se hizo un camino que comunicaba a éste con la ruta de Costa de la Sierra en dirección este a oeste, sobre esta ruta se asentaron pobladores y se formaron los pueblos de Los Sunchos, San Miguel, La Horqueta y La Guardia. Actualmente esta antigua vía terrestre se ubica 3 km al sur de la Ruta provincial 20, y la mayoría de estos pueblos actualmente quedaron reducidos a parajes donde habitan cierto número de familias. Luego en 1866 la autoridad diocesana crea el "Curato de La Paz".
El 9 de mayo de 1875 se inauguró la primera red ferroviaria en el departamento en Recreo, luego esta se extendió hacia el norte uniendo todos los poblados hasta Tucumán y el 23 de septiembre de 1875 la Sala de R.R de Catamarca crea el Departamento La Paz separándolo de la jurisdicción del departamento Ancasti hasta entonces estaba unido a este formándose así los departamentos La Paz y Ancasti. La llegada del ferrocarril produjo un gran impacto en esta zona. Posteriormente recibió población inmigrante de origen siria-libanesa, italiana y belga. A fines de 1880 se construyó otro ramal ferroviario que comunicaba a Recreo con Catamarca, conllevando al establecimiento de otras poblaciones como Esquiú (1885), La Guardia y Casa de Piedra, restándoles así importancia a las comunidades asentadas sobre el antiguo camino español.
El 21 de marzo de 1892 se registró un terremoto de 6 grados en la escala de Richter, que provocó numerosos daños materiales y algunas víctimas fatales. Este fue el terremoto más desastroso y fue seguido por otros en los años 1966, 1973, y 2004, pero ninguno tan grave como el primero.

## sigloXX
Durante todo el siglo XX el ferrocarril tomó tanta relevancia como el principal impulsor de la economía en la zona, algo parecido a lo que sucedía en el resto del país. También durante la primera mitad del siglo llegaron a instalarse un gran número de inmigrantes tal como se estaba dando desde fines de 1880.
El 27 de septiembre del año 1912 mediante la ley N.º 818, es designada cabecera del departamento la Villa de San Antonio actualmente San Antonio. Esta fue la ciudad más importante del departamento y la más poblada hasta que el 22 de septiembre de 1958 mediante la ley N.º 1755 la localidad de Recreo fue erigida como ciudad y a la vez como la nueva cabecera del departamento.
El abastecimiento de agua potable durante este tiempo era escaso ya que la mayoría era extraída a través de bombas y ésta además era salada, esto afectaba principalmente al sur del departamento ya que las localidades de la zona norte y oeste contaban con el agua de ríos y canales, para solucionar la problemática el gobierno inauguró el 30 de julio de 1962 el Dique de Motegasta que provee de agua principalmente a la ciudad de Recreo y sus alrededores. 
Entre los años 60 y 70 el departamento sufrió un estancamiento económico debido a la falta de gestión y trabajo.
En 1982 empezó la promoción industrial la cual llevó al asentamiento de fábricas en el departamento mejorando la economía y favoreciendo al crecimiento demográfico. 
Durante los años noventa por el cierre del ferrocarril una gran parte de la población quedó desempleada lo que les obligó a abandonar sus hogares y dirigirse a la ciudad de Recreo que por entonces no sufrió las causas negativas de este suceso por su parque industrial que se encontraba en auge y brindaba trabajo a toda la población.
También se dictaron las cartas orgánicas de los dos municipios Icaño y Recreo.

## sigloXXI
A partir de 2010 el departamento comenzó a atravesar un proceso de crecimiento donde se están impulsando obras públicas para el mejoramiento de la calidad de vida, la industrialización y el crecimiento poblacional.